# 이강후
이강후(李康厚, 1953년 6월 4일~)은 대한민국 정치인이다. 제35대 대한석탄공사 사장, 제19대 국회의원(새누리당, 강원도 원주시 을)을 지냈다. 원주 출생이다.

## 학력
- 1953년 6월 4일 강원도 원주 출생
- 1964년 봉대국민학교 졸업
- 1967년 원주중학교 졸업
- 1970년 원주고등학교 졸업
- 1976년 강원대학교 법학과 졸업
- 1978년 서울대학교 행정대학원 석사
- 1994년 1월 미국 조지워싱턴대학교행정대학원 행정학 석사
- 1999년 8월 고려대학교 대학원 행정학 박사
- 2011년 몽골 후레(HUREE)정보통신기술대 명예경영학 박사

## 경력
- 1978. 11. 제22회 행정고시 합격
- 산업자원부 에너지관리과 과장
- 인하대학교 겸임교수
- 중앙대학교 겸임교수
- 2003. 6.~2004. 9. 무역위원회 무역조사실 실장
- 2004. 9.~2005. 4. 중소기업청 기획관리관
- 2005. 4.~2007. 4. 동북아시대위원회 경제협력국장
- 2008. 1. 제17대 대통령직인수위원회 기후변화협약T/F 전문위원
- 2008. 9.~2009. 7. 지식경제부 우정사업정보센터 센터장
- 2010. 4.~2012. 1. 제35대 대한석탄공사 사장
- 2012. 5.~2016. 5. 제19대 국회의원(강원 원주시 을, 새누리당)[1]
- 2012. 7.~2013. 3. 제19대 국회 지식경제위원회 위원
- 2012. 10. 2013 평창동계스페셜올림픽 세계대회 조직위원회 위원
- 2012. 10. 제18대 대통령선거 새누리당 중앙선거대책위원회 직능총괄본부 에너지자원산업본부장
- 2013. 4.~2016. 5. 제19대 국회 산업통상자원위원회 위원
- 2014. 2. 국회 통상관계대책 특별위원회 위원
- 2014. 4. 새누리당 경제혁신특별위원회 공기업개혁분과위원회 위원
- 2015. 7. 새누리당 통일위원장
- 2017 바른정당
- 2017. 2.~2017. 11. 바른정당 지역위원장
- 2017. 2.~2017. 11. 바른정당 강원 원주시(을) 당협위원장
- 2017. 11. 자유한국당
- 2019. 5.~2020. 2. 자유한국당 탈원전저지특별위원회 위원
- 2019. 6.~ 이강후의 원주발전연구소 소장
- 2020. 2.~ 2020. 9. 미래통합당
- 2020. 2. 미래통합당 강원 원주시(을) 당협위원장
- 2020. 9.~ 2022. 6. 국민의힘
- 국민의힘 강원 원주시(을) 당협위원장
- 2021. 12.~ 2022. 3. 국민의힘 살리는 선거대책위원회 강원 선거대책위원회 의장단 의장
- 2021. 12.~ 2022. 1. 국민의힘 살리는 선거대책위원회 직능총괄본부 직능지원단 산업자원발전지원본부장
- 2022. 6.~ 국민의힘 탈당

## 수상경력
- 1983 국회의장상
- 2010 대통령상
- 2011 올해의 CEO 대상 가치경영공공부문 대상 [한국경제신문 선정]

## 역대 선거 결과
|  | 48.73% |

|  | 43.82% |

|  | 43.18% |

## 같이 보기
- 원주시 을
- 원주시의 국회의원